# Conger wilsoni
Conger wilsoni és una espècie de peix pertanyent a la família dels còngrids.

## Descripció
- Pot arribar a fer 150 cm de llargària màxima.
- Nombre de vèrtebres: 140-142.
- És gris marronós al dors i blanc cremós a la zona ventral.[3]

## Hàbitat
És un peix marí i d'aigua salabrosa, associat als esculls i de clima tropical que viu fins als 30 m de fondària.

## Distribució geogràfica
Es troba a Austràlia (incloent-hi l'illa de Lord Howe i l'illa Norfolk), Nova Zelanda (incloent-hi les illes Kermadec), les Maldives, Moçambic, Reunió i Sud-àfrica.

## Ús comercial
La seua carn és molt apreciada.